# Arichanna chiachiaria
Arichanna chiachiaria là một loài bướm đêm trong họ Geometridae.